# Диадема

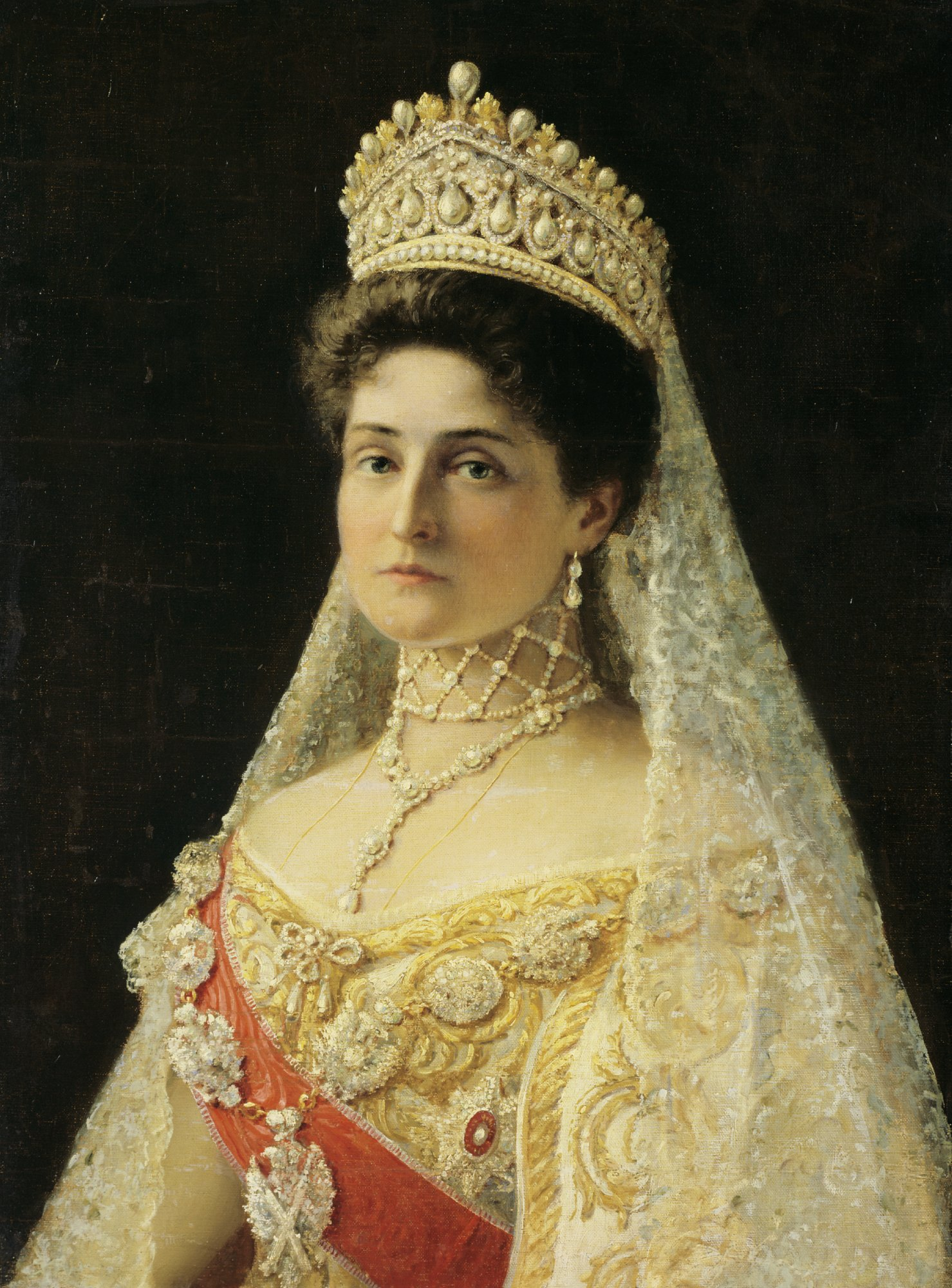
Портрет императрицы Александры Фёдоровны в парадном платье и Большой бриллиантовой диадеме

Диаде́ма (др.-греч. διάδημα от греческого слова διαδέω, означающего «обвязывать» или «перевязывать»), Диади́ма — небольшой кокошник, сделанный из металлов и отделанный драгоценными камнями, знак царской власти на Востоке, служившая украшением государей, головное украшение в виде венца, как правило из драгоценных металлов и камней.
Диадема, не замыкающаяся в кольцо, называется тиарой.

## История

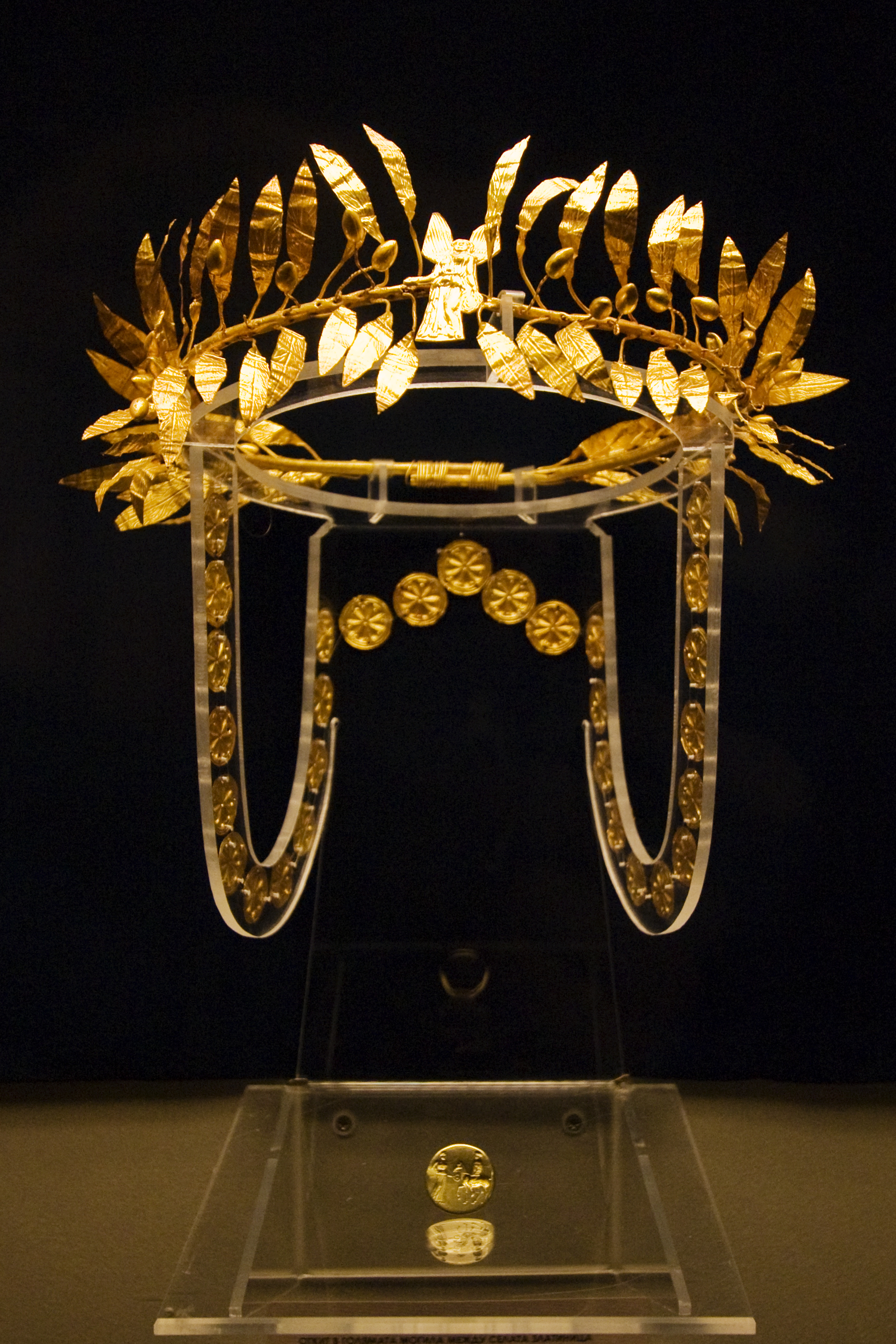
Золотая диадема-венок, Одрисское царство (совр. Болгария), IV век до н. э.

Головные украшения в виде обручей, подобные диадемам, известны с глубокой древности. Диадема представляет собой разновидность короны, а потому в древности выступала в качестве мужского статусного украшения. В Египте во времена Древнего Царства золотая диадема-венец, именуемая сешед, являлась атрибутом фараонов начиная с фараона Снофру.
Однако украшение, впервые названное диадемой, появилось в Древней Греции — первоначально в виде жреческой головной повязки. По предположению исследователей, древнегреческие диадемы служили символом перехода человека в мир мёртвых. Другой прообраз современной диадемы — лавровый венок. Венок, являвшийся в античной Греции и Риме символом славы и триумфа, мог изготавливаться из золота.
В Средневековье, за исключением Византии, диадемы долгое время были непопулярны. Возрождение моды на диадемы, теперь в качестве сугубо женского украшения, произошло на рубеже XVIII—XIX веков, в эпоху ампира. Ампирная мода стремилась подражать античности, благодаря чему диадемы стали очень популярны у аристократии. В первую четверть XIX века диадемы изготавливались в античном стиле, с использованием резных гемм, орнамента из лавровых листьев и колосьев, меандра и так далее. Популярностью пользовались поделочные непрозрачные камни, бирюза, коралл. С 1830-х годов в России император Николай I насаждает при дворе ношение кокошников, вследствие чего появляются и завоёвывают популярность диадемы, подражающие форме русского кокошника или очелья.
С середины XIX века диадемы аристократок изготавливаются чаще всего из золота, платины, бриллиантов, драгоценных камней и жемчуга. Диадема и её разновидность, тиара, оставались в моде в качестве парадного женского украшения до 1920-х, когда их сменило бандо, носимое на лбу. В настоящее время диадемы носят представители старых аристократических и правящих домов Европы, как правило эти украшения изготовлены в XIX — начале XX века и передаются по наследству или считаются имуществом короны. Новые драгоценные диадемы в европейском стиле в настоящее время изготавливаются для представительниц японской императорской семьи.
Также диадема является частым аксессуаром невесты.

## Известные диадемы
- Диадема сарматской царицы
- Каргалинская диадема
- Диадема Георга IV
- Диадемы и тиары Дома Романовых

## Галерея

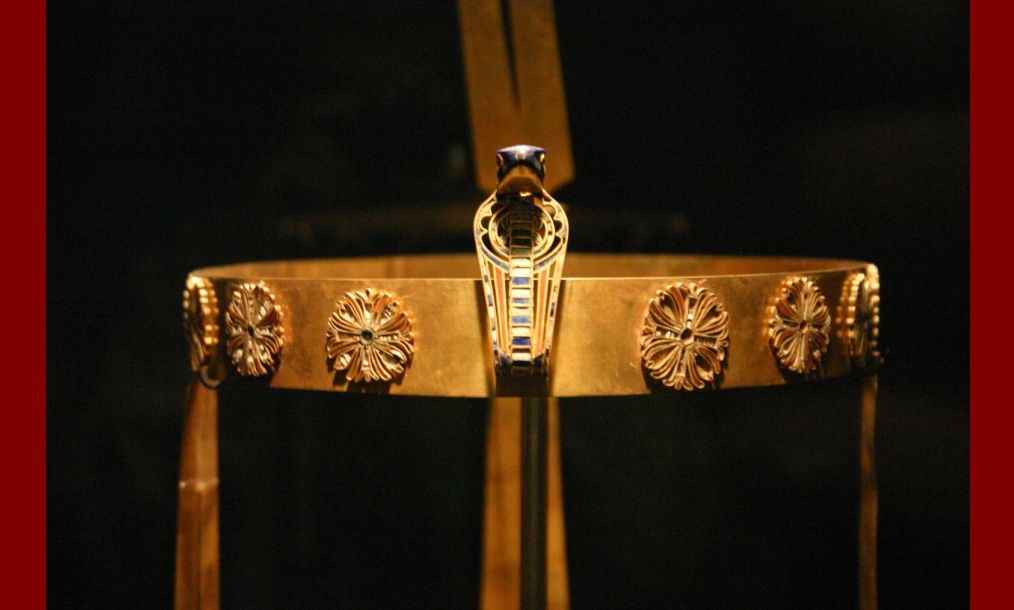
Диадема или корона принцессы Сит-Хатхор Юнет[англ.] из её могилы. XII династия Древнего Египта, XIX век до нашей эры.
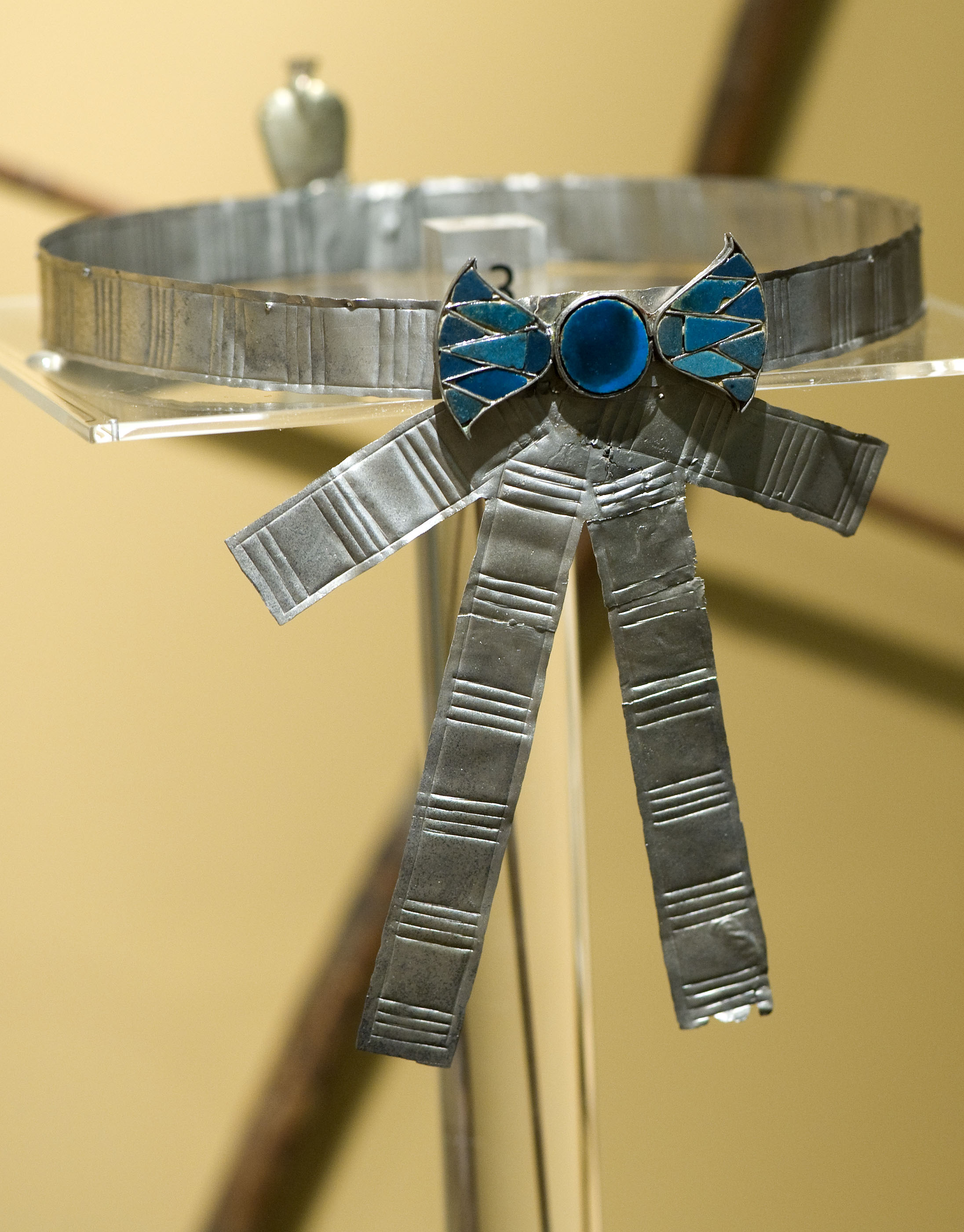
Корона диадемы XVII династии (Лейденский музей)
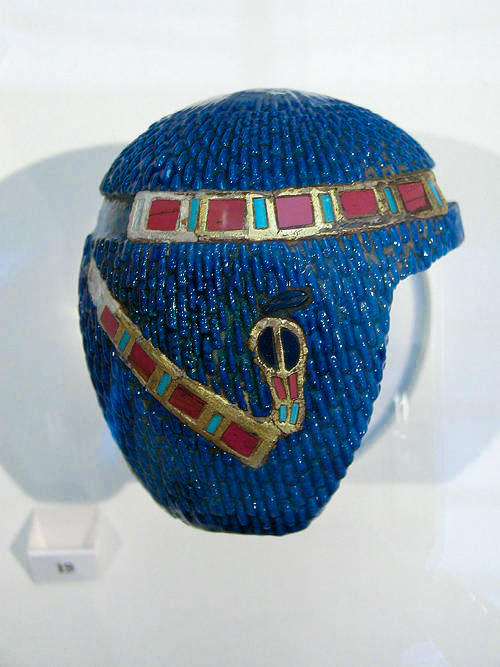
XIX династии парик с диадемой (Британский музей)
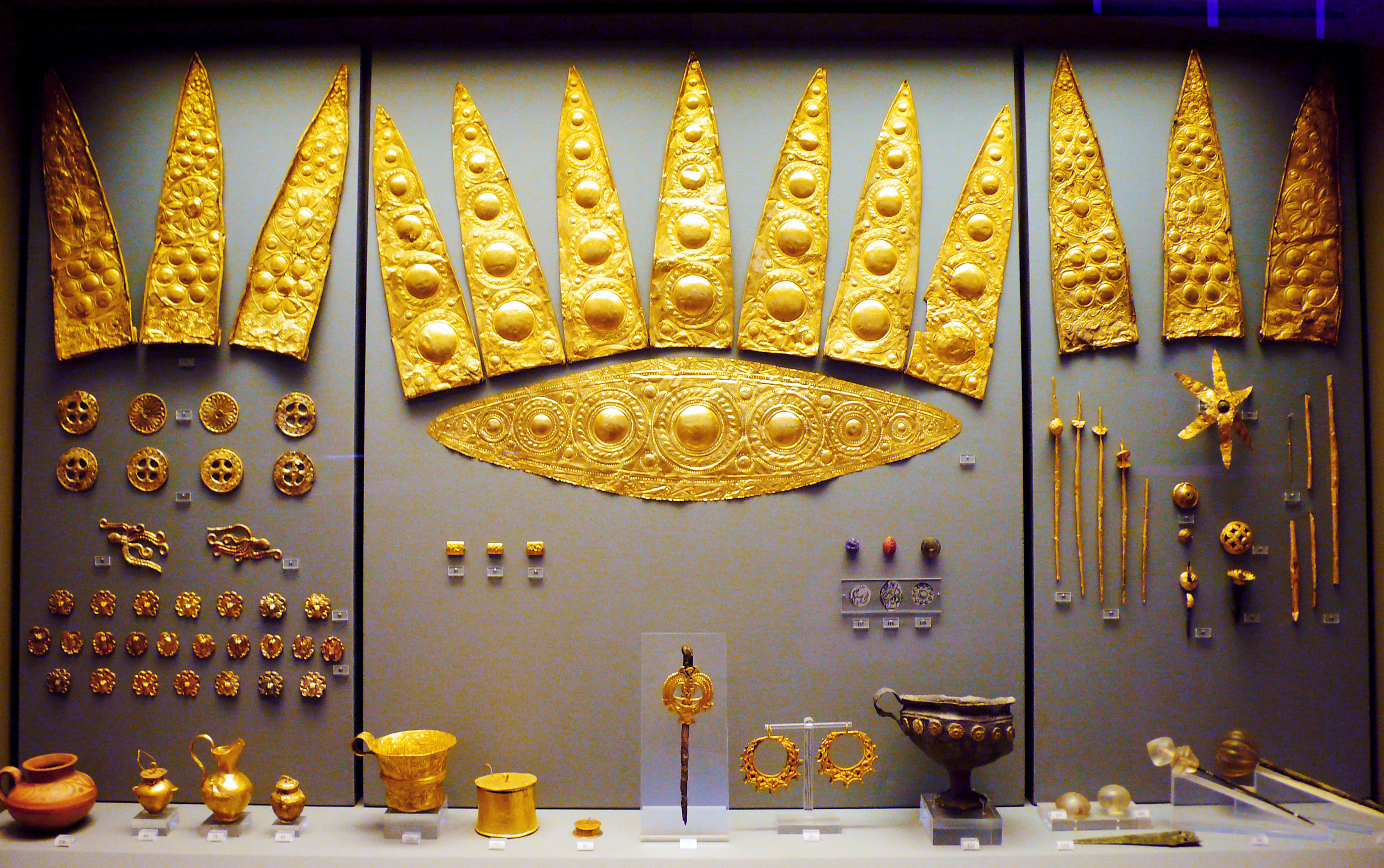
Эллиптическая диадема из Микен, Греция (XVI век до н. э.)
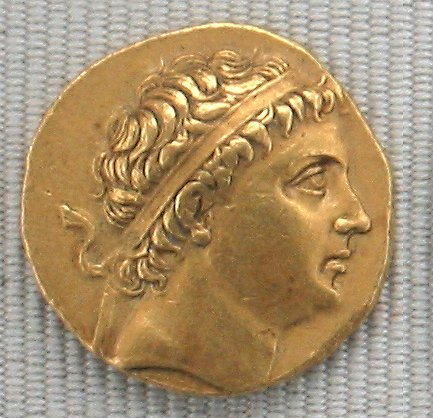
Диодот из Бактрии, носящий диадему, белую ленту, которая была эллинистическим символом царствования
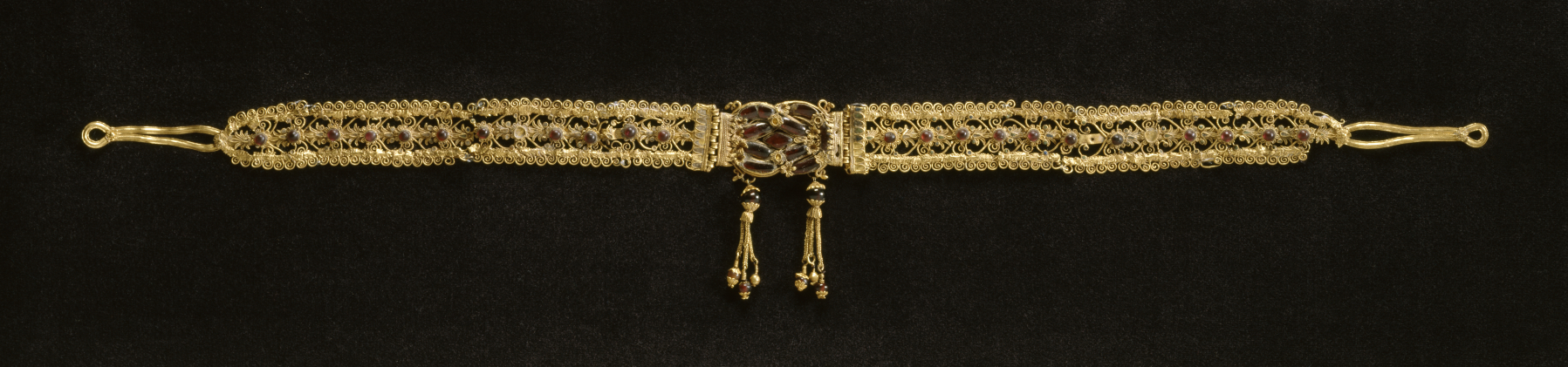
Центральным элементом этой эллинистической диадемы является узел Геракла, известный своими апотропическими способностями и своим статусом символа плодородия. Художественный музей Уолтерса, ок. III—II века до нашей эры.
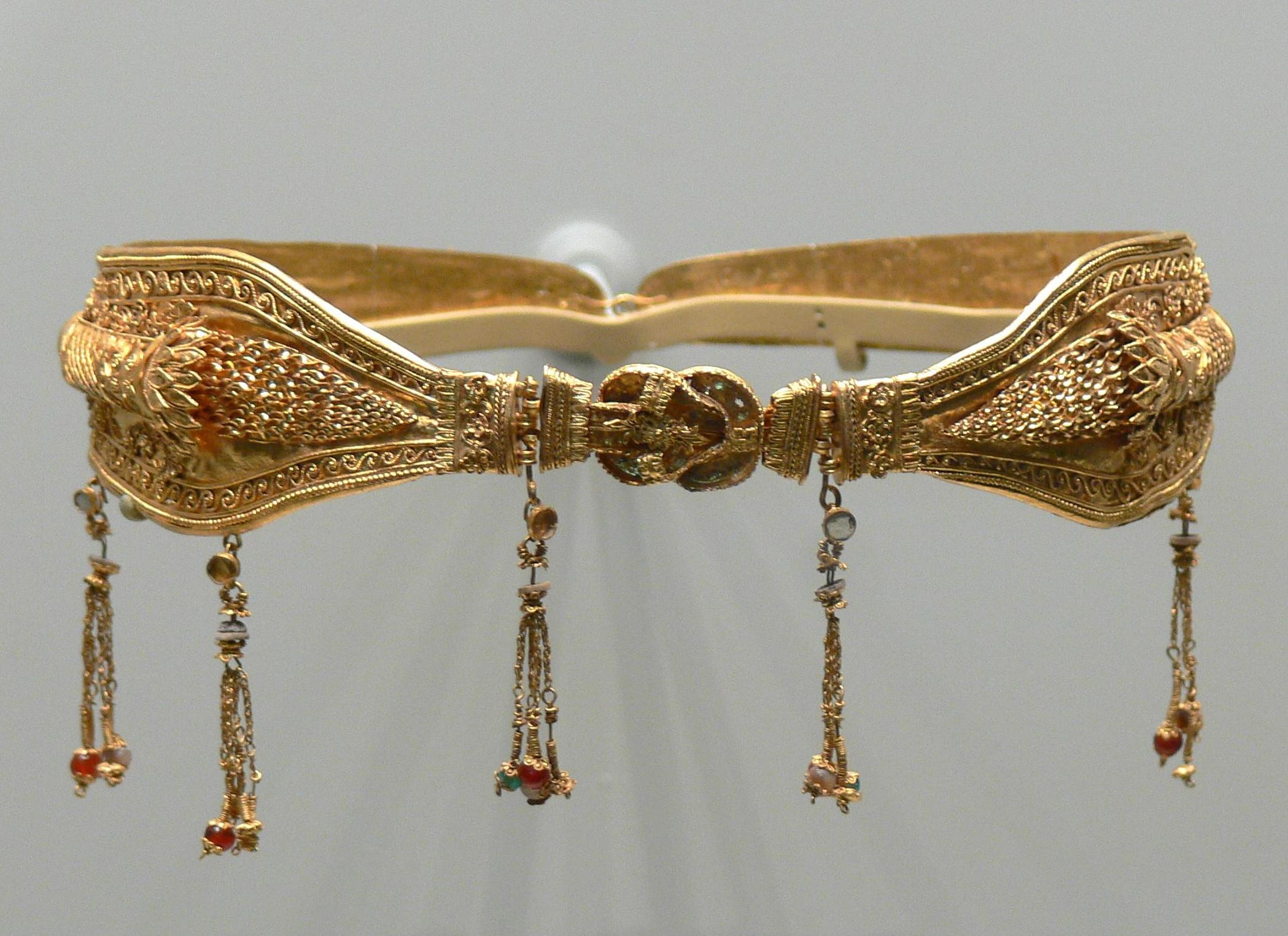
Золотая диадема. Греческий, вероятно, сделанный в Александрии, Египте, и принадлежащий дворянке династии Птолемеев (220—100 гг. до н. э.): застёжка имеет форму узла Геракла
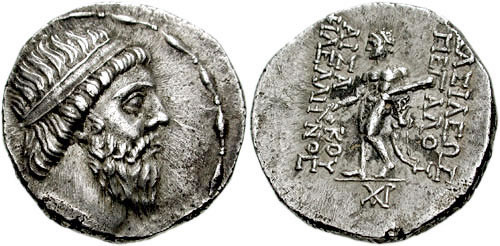
Драхма Митридата I Парфянского, которая показывает его носящим бороду и королевскую диадему на голове
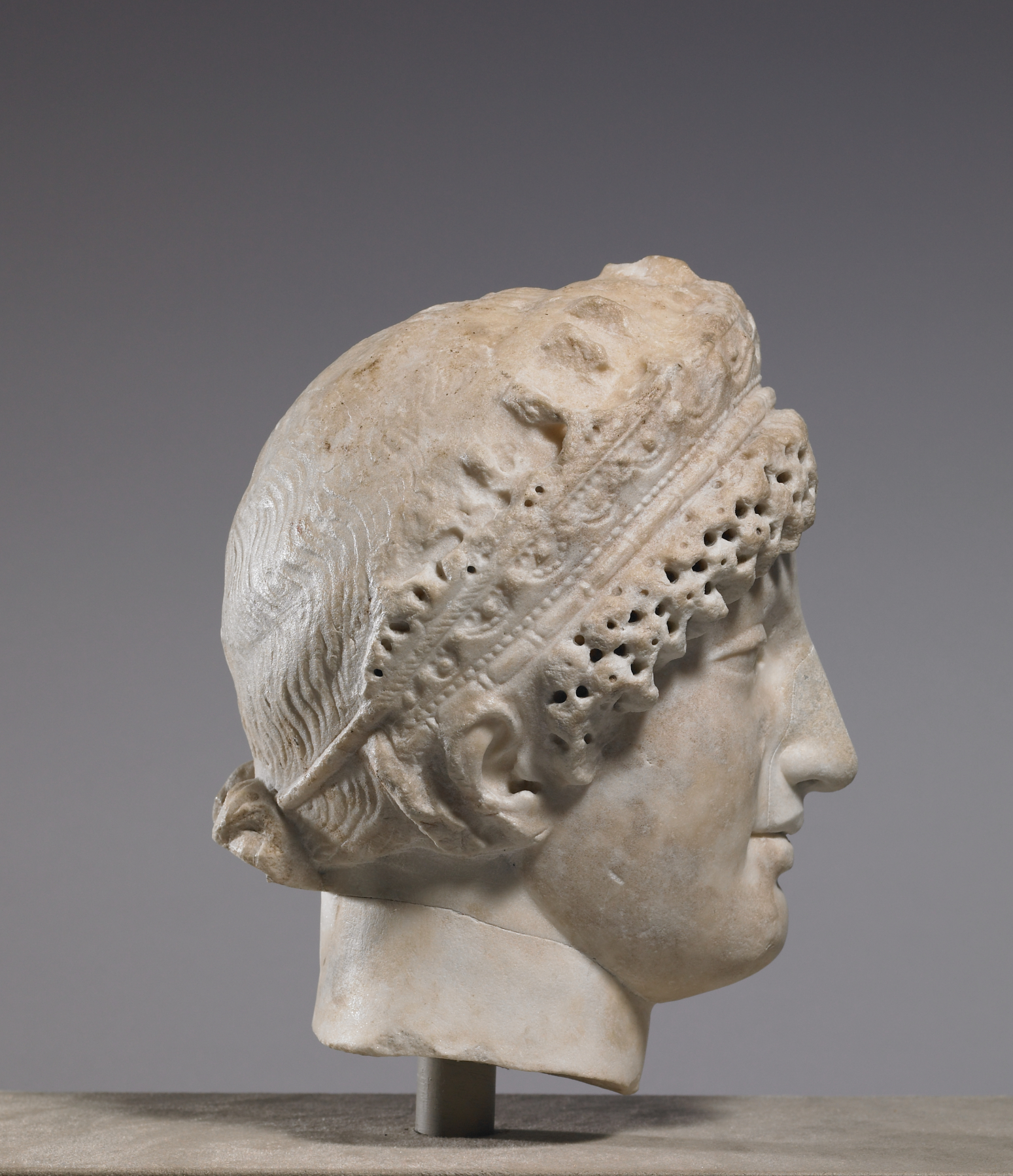
Греко-римский бюст женщины с диадемой (100 г. до н. э. — 100 г. н. э.)
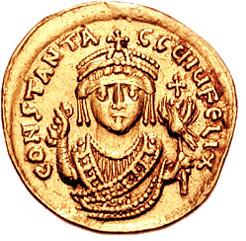
Имперская диадема, которую носили христианские римские императоры с IV века
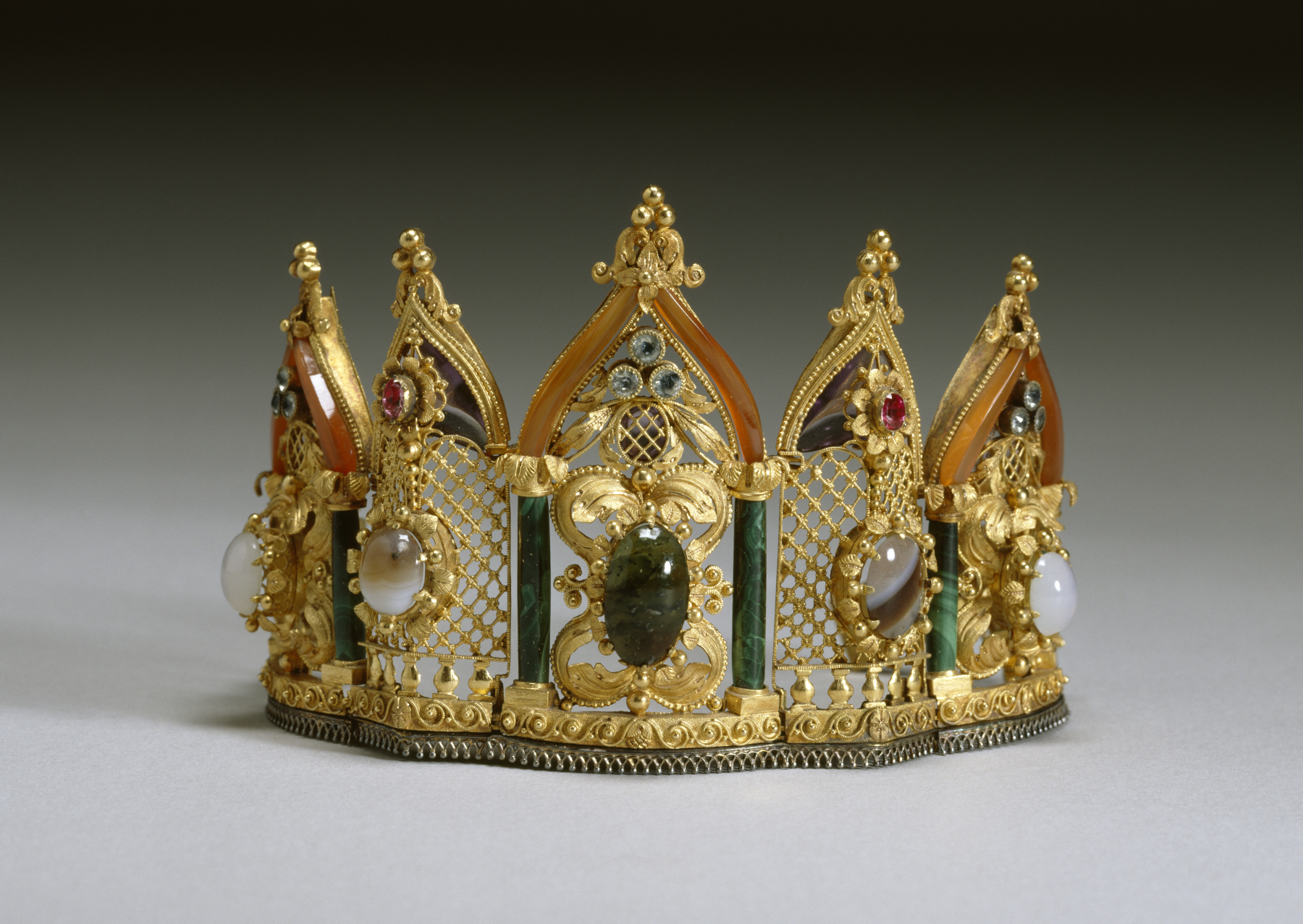
Браслет из диадемы с добавлением двух лиственных элементов (ок. 1870 г., Художественный музей Уолтерс)
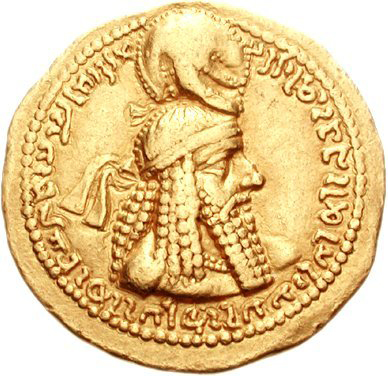
Ардашир I из Сасанидской Персии, носящий очень сложные диадемы